# 寺田駅 (京都府)
寺田駅（てらだえき）は、京都府城陽市寺田樋尻にある、近畿日本鉄道（近鉄）京都線の駅。駅番号はB14。

## 歴史
- 1928年（昭和3年）11月3日：奈良電気鉄道の桃山御陵前 - 西大寺（現・大和西大寺）間開通時に開業[2]。
- 1963年（昭和38年）10月1日：会社合併により近畿日本鉄道京都線の駅となる[2]。
- 2007年（平成19年）4月1日：ICカード「PiTaPa」使用開始[3]。
- 2019年（平成31年）3月23日：上下線ホームのエレベーターの使用を開始と同時に、トイレも改良された[注 1]。
- 2021年（令和3年）8月31日：駅西側の交通広場が完成[4]。
- 2024年（令和6年）1月10日：駅係員の配置を、時間帯配置化[5]。

## 駅構造
相対式2面2線のホームを持つ地上駅。改札・コンコースは地下に、ホームは地上に設けられており、駅入口は両ホームにある。ホーム有効長は6両。
PiTaPa・ICOCA対応の自動改札機および自動精算機（回数券カードおよびICカードのチャージに対応）が設置されている。
2024年（令和6年）1月10日より、通勤・通学ラッシュ時のみ、駅員が配置されることとなった。なお、隣駅である久津川駅と富野荘駅は無人化したため、城陽市内の駅としては唯一の有人駅となった。

### のりば
| のりば | 路線     | 方向 | 行先               |
| ------ | -------- | ---- | ------------------ |
| 1      | B 京都線 | 下り | 橿原神宮前方面     |
| 2      | B 京都線 | 上り | 京都・国際会館方面 |

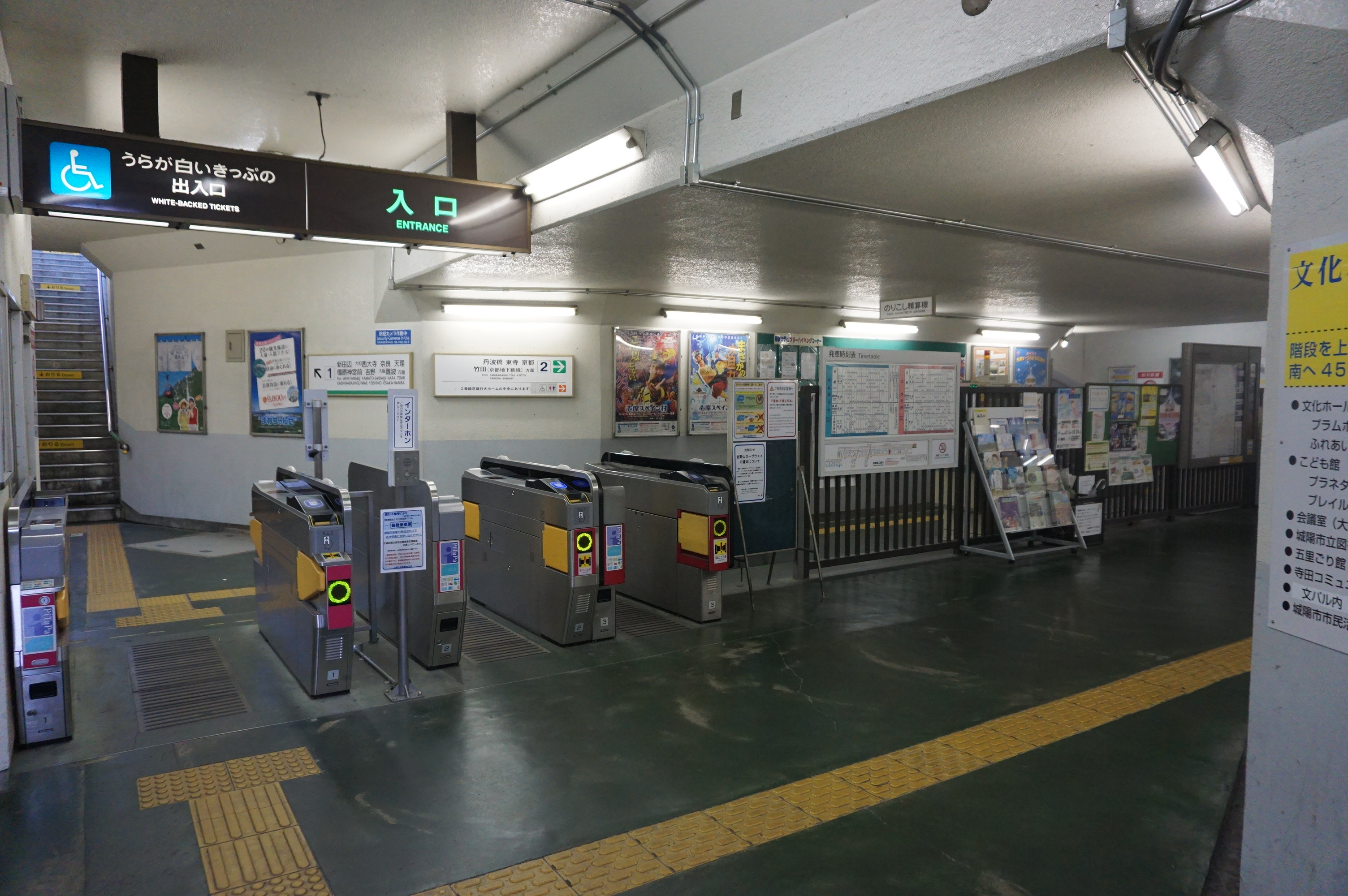
地下にある改札口
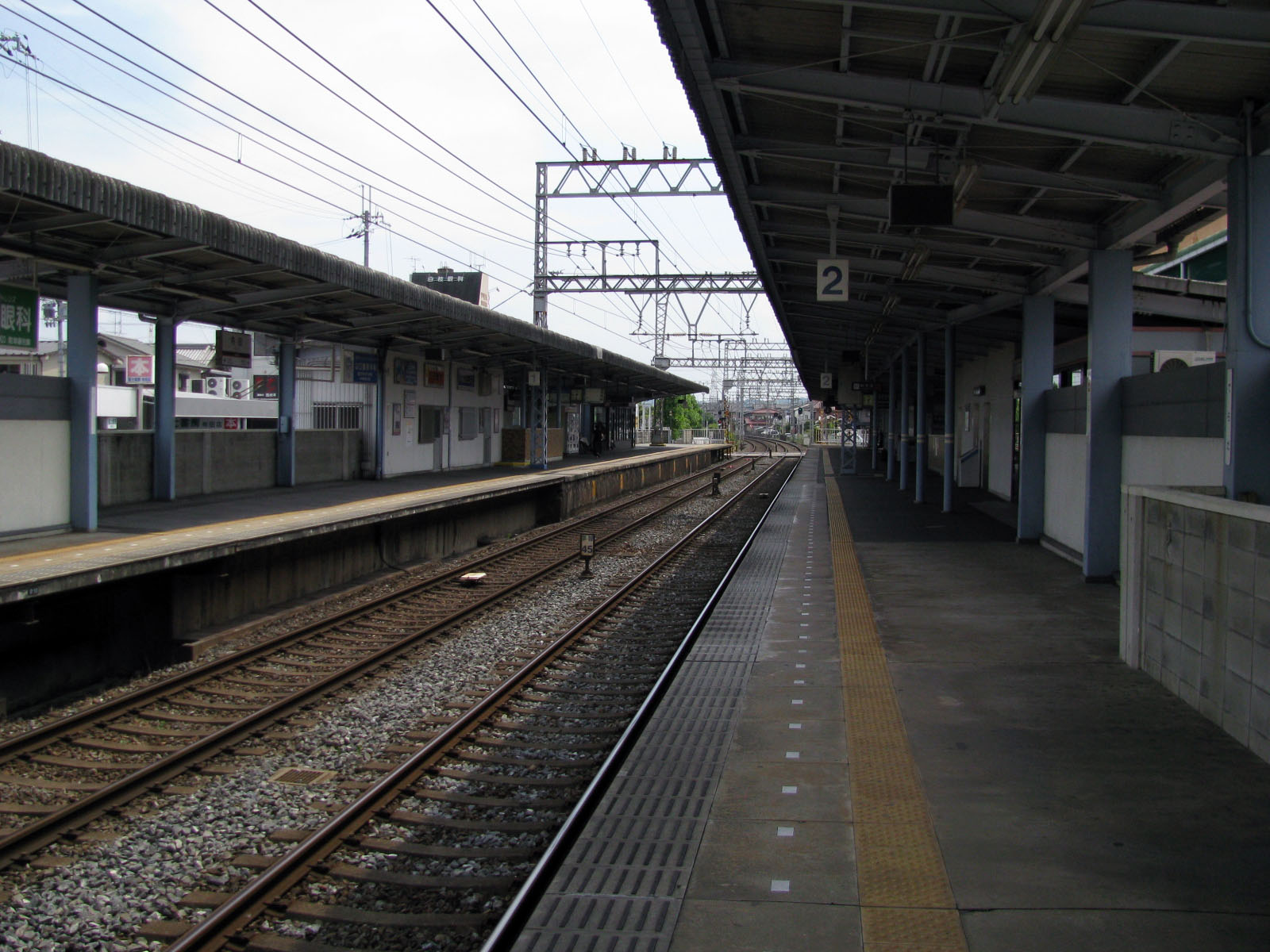
ホーム

## 利用状況
2023年11月7日における1日乗降人員は7,210人である。城陽市内では最多である。
近年の1日乗降人員の調査結果は以下の通り。
| 年度               | 特定日   | 特定日   | 年間     | 出典        | 出典          | 出典          |
| 年度               | 調査日   | 乗降人員 | 乗車人員 | 近鉄        | 京都府        | 城陽市        |
| ------------------ | -------- | -------- | -------- | ----------- | ------------- | ------------- |
| 1991年（平成03年） | -        | -        | 2,984    |             | [ 京都府 1 ]  |               |
| 1992年（平成04年） | -        | -        | 2,913    |             | [ 京都府 2 ]  |               |
| 1993年（平成05年） | -        | -        | 2,874    |             | [ 京都府 3 ]  |               |
| 1994年（平成06年） | -        | -        | 2,807    |             | [ 京都府 4 ]  |               |
| 1995年（平成07年） | -        | -        | 2,780    |             | [ 京都府 5 ]  |               |
| 1996年（平成08年） | -        | -        | 2,712    |             | [ 京都府 6 ]  |               |
| 1997年（平成09年） | -        | -        | 2,633    |             | [ 京都府 7 ]  |               |
| 1998年（平成10年） | -        | -        | 2,521    |             | [ 京都府 8 ]  |               |
| 1999年（平成11年） | -        | -        | 2,461    |             | [ 京都府 9 ]  |               |
| 2000年（平成12年） | 11月07日 | 11,614   | 2,382    | [ 近鉄 1 ]  | [ 京都府 10 ] | [ 城陽市 1 ]  |
| 2001年（平成13年） | -        | -        | 2,277    |             | [ 京都府 11 ] | [ 城陽市 1 ]  |
| 2002年（平成14年） | -        | -        | 2,126    |             | [ 京都府 12 ] | [ 城陽市 1 ]  |
| 2003年（平成15年） | 11月11日 | 10,097   | 2,013    | [ 近鉄 2 ]  | [ 京都府 13 ] | [ 城陽市 1 ]  |
| 2004年（平成16年） | -        | -        | 1,936    |             | [ 京都府 14 ] | [ 城陽市 1 ]  |
| 2005年（平成17年） | 11月08日 | 9,910    | 1,894    | [ 近鉄 3 ]  | [ 京都府 15 ] | [ 城陽市 2 ]  |
| 2006年（平成18年） | -        | -        | 1,885    |             | [ 京都府 16 ] | [ 城陽市 3 ]  |
| 2007年（平成19年） | -        | -        | 1,852    |             | [ 京都府 17 ] | [ 城陽市 4 ]  |
| 2008年（平成20年） | 11月18日 | 9,228    | 1,828    |             | [ 京都府 18 ] | [ 城陽市 5 ]  |
| 2009年（平成21年） | -        | -        | 1,795    |             | [ 京都府 19 ] | [ 城陽市 6 ]  |
| 2010年（平成22年） | 11月09日 | 9,157    | 1,756    | [ 近鉄 4 ]  | [ 京都府 20 ] | [ 城陽市 7 ]  |
| 2011年（平成23年） | -        | -        | 1,746    |             | [ 京都府 21 ] | [ 城陽市 8 ]  |
| 2012年（平成24年） | 11月13日 | 8,514    | 1,687    | [ 近鉄 5 ]  | [ 京都府 22 ] | [ 城陽市 9 ]  |
| 2013年（平成25年） | -        | -        | 1,699    |             | [ 京都府 23 ] | [ 城陽市 10 ] |
| 2014年（平成26年） | -        | -        | 1,647    |             | [ 京都府 24 ] | [ 城陽市 11 ] |
| 2015年（平成27年） | 11月10日 | 10,787   | 1,681    | [ 近鉄 6 ]  | [ 京都府 25 ] | [ 城陽市 12 ] |
| 2016年（平成28年） | -        | -        | 1,641    |             | [ 京都府 26 ] | [ 城陽市 13 ] |
| 2017年（平成29年） | -        | -        | 1,640    |             | [ 京都府 27 ] | [ 城陽市 14 ] |
| 2018年（平成30年） | 11月13日 | 8,691    | 1,758    | [ 近鉄 7 ]  | [ 京都府 28 ] | [ 城陽市 15 ] |
| 2019年（令和元年） | -        | -        | 1,717    |             | [ 京都府 29 ] | [ 城陽市 16 ] |
| 2020年（令和02年） | -        | -        | 1,319    |             | [ 京都府 30 ] | [ 城陽市 17 ] |
| 2021年（令和03年） | 11月09日 | 7,109    | 1,397    | [ 近鉄 8 ]  | [ 京都府 31 ] | [ 城陽市 18 ] |
| 2022年（令和04年） | 11月08日 | 7,388    | 1,514    | [ 近鉄 9 ]  | [ 京都府 32 ] | [ 城陽市 19 ] |
| 2023年（令和05年） | 11月07日 | 7,210    |          | [ 近鉄 10 ] |               |               |

## 駅周辺
城陽駅と並んで城陽市の中心駅である。
東口
- 城陽市役所（徒歩10分程度）
- 城陽駅（徒歩15分程度）
- 城陽寺田郵便局
- JA京都やましろ城陽支店
- ライフ寺田店
- 文化パルク城陽
  - 城陽市立図書館
  - 城陽市歴史民俗資料館
  - プラネタリウム

西口
- 京都府道282号内里城陽線
- 京都中央信用金庫寺田支店
- 城陽市立寺田西小学校
- 城陽市立西城陽中学校
- 城陽インターチェンジ

公共施設は東口、飲食店は西口に多い。
また、上記の西側駅前広場工事により駅前ロータリー、以前からある道に歩道が造られた。

## バス路線
城陽さんさんバス
- プラムイン城陽長池線　「寺田駅東口」　　水主団地／鴻ノ巣台方面
- 鴻ノ巣山運動公園近鉄寺田線　「近鉄寺田」　　保険センター／深谷方面

何れも京都京阪バスにより運行されている。路線ごとに停留所位置が異なるため注意されたい。

## 隣の駅
近畿日本鉄道
B 京都線
■急行
通過（文化パルク城陽でのイベント開催時に臨時停車あり）
■準急・■普通
久津川駅 (B13) - 寺田駅 (B14) - 富野荘駅 (B15)
- 括弧内は駅番号を示している。

### 記事本文